# Хаџи-Хивзина седра
Хаџи-Хивзина седра су стари назив (о коме нема баш поузданих података о настанку имена) једнога предјела Врбаса у Бањалуци, који се некада користио као купалиште. Ту је најчешће долазилило становништво тановници Мејдана, Горње и Доње Ступнице, па и Поточани. Изнад поменуте седре се налази велика старобосанска кућа, звана Куленовића кућа (Џафер-бег Куленовић).

## Историја
Обала Хаџи-Хивзина седра су се у преиоду прије Другога свјетскога рата звала Абација.